# 王兆湘
王兆湘（1929年1月28日—1957年4月15日），安徽合肥人，中華民國空軍軍官、偵察機飛行員，在1957年4月15日駕駛RF-84偵察上海時遭到敵機攻擊，擺脫後於韓國濟州島迫降失敗遂殉職。

## 生平
王兆湘在抗戰後期與葛光豫兄長葛光遼同時進入四川成都的空軍幼年學校，為第三期。六年後進入到杭州筧橋的空軍官校第29期，1949年隨校到岡山，於1951年9月1日校慶日畢業。

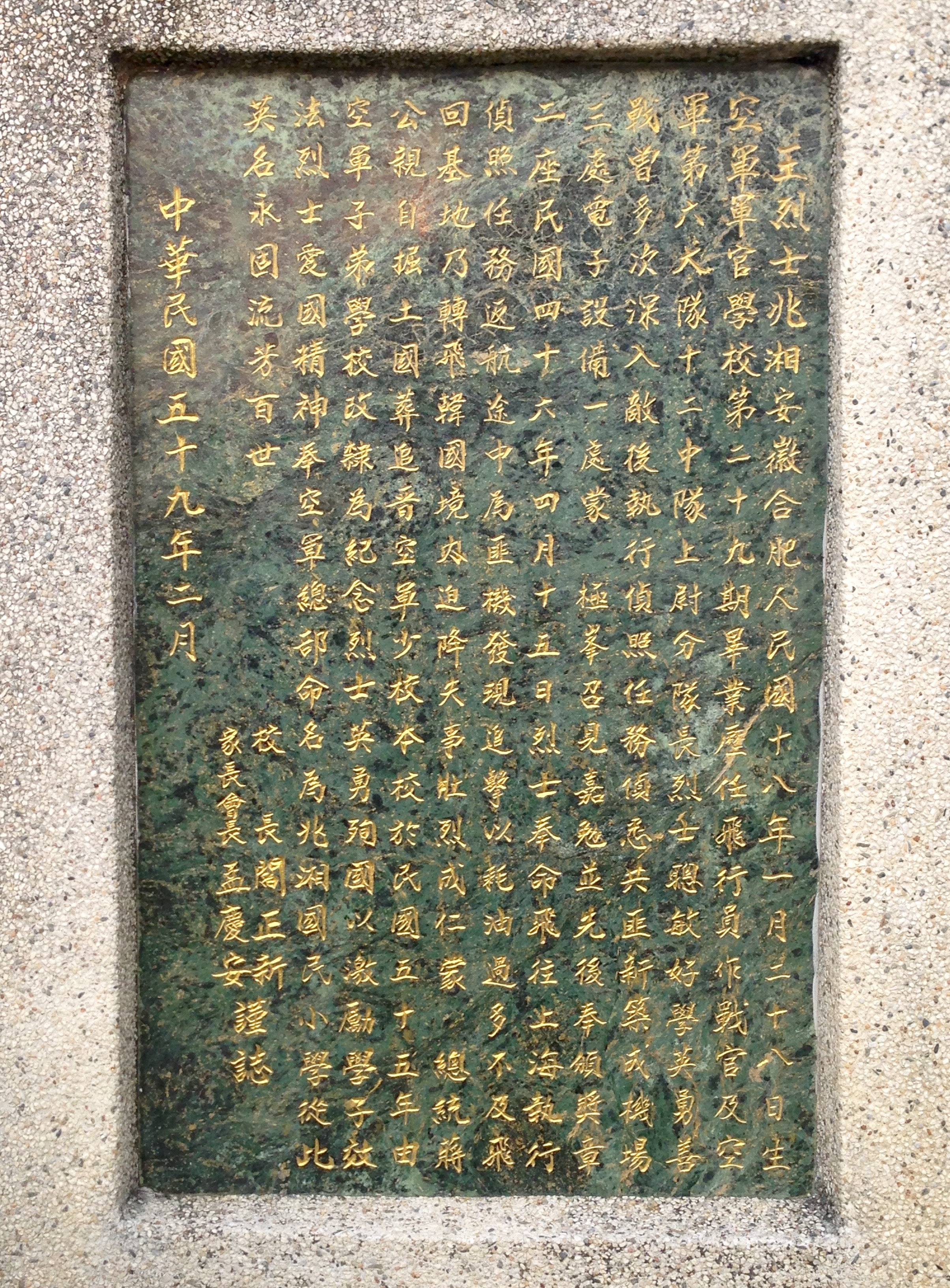
王兆湘銅像碑文

葛光豫印象中隻身來臺的王兆湘時常去在台北的葛家拜訪，還能以四川話對談，是個子不高、文靜有禮的人。每逢葛家母親包餃子、做麵食招待兒子的同窗時，王兆湘常在一旁和她談話。
王兆湘任空軍駕駛員後，多次深入中國大陸執行偵照任務，曾偵悉新築的三座機場及一處電子設備等軍事設施，受蔣總統召見嘉勉，先後奉頒獎章兩座。他曾在苗栗後龍迫降落海被救起，然後穿著保暖的陸軍大衣在一處農家前拍照留念。
1957年4月15日，兒子滿月不久的王兆湘駕駛駕駛編號五六〇三的RF-84，與同隊的空軍12中隊陳懷共同偵察上海，在10點多左右遭遇由劉增貴、楊正剛駕駛的MiG-17戰鬥機追擊。纏鬥過程，陳懷繞到米格機後方，以機首的六吋相機拍下敵機照片。王兆湘發現座機中彈，告訴陳懷說想與敵機同歸於燼，要同袍帶回照片。但陳懷決定掩護同袍飛回，兩人擺脫共軍敵機後，因耗損不少油料，決定飛往韓國。迫降濟州島前，王兆湘先將偵照底片擲下，結果迫降失敗，殉職。

## 身後
陳懷從王兆湘遺體懷中取出同袍兒子滿月的照片，後來把這次獎金以匿名方式託由隊長轉給其遺孀。1957年4月，蔣總統到碧潭空軍公墓參加王兆湘葬禮；並於當月23日出席空軍官校的畢業典禮，於會場中發表致辭提及王兆湘殉職的消息，要在場畢業生將他所表現的盡職精神視為榜樣。
陳懷將自己拍到的米格機照片，贈給軍中同袍與美軍友人，並於兩張照片上分別以中文、英文寫下王兆湘殉國的過程，後來又輾轉由空官三十一期的余建華獲得。

To Capt. Yahn,

This is a MIG 17 photo which I took in a dog fight over Shanghai on Apr. 15th '57. In this war against communism, we paid our tear and blood in this mission. I lost my best friend, Capt. Wang. He was run out of fuel try to make a force landing at Chejudo Is. Korea. He was killed.

Chen, Huai, Nat. Chinese Air Force Laughlin AFO, Texas

Aug. 5th, 1959

民國46年4月15日，弟與兆湘烈士偵巡上海，發生空戰時攝得此MIG-17。 

兆湘此役中於油盡後迫降韓國濟州島時，不幸殉國，時年27，敏慧英發，機智過人，良可痛也。遺其忠骸運返後，總統  蔣公親葬渠於碧潭空軍公墓之陽。榮邦副座歷年來主持敵情照相判讀工作，功在國家。弟謹贈此照片共勉反攻大業尚待需大家努力，並珍念兄與來台後初期各偵照飛行員間，情逾手足之誼。

小弟  陳懷，主後一九六一，十，三

1966年，空軍總司令部附設的岡山空軍子弟學校更名為「高雄縣岡山鎮兆湘國民學校」，兩年後實施國民義務教育再更名為「兆湘國民小學」。校區有王兆湘的半身像及史蹟。

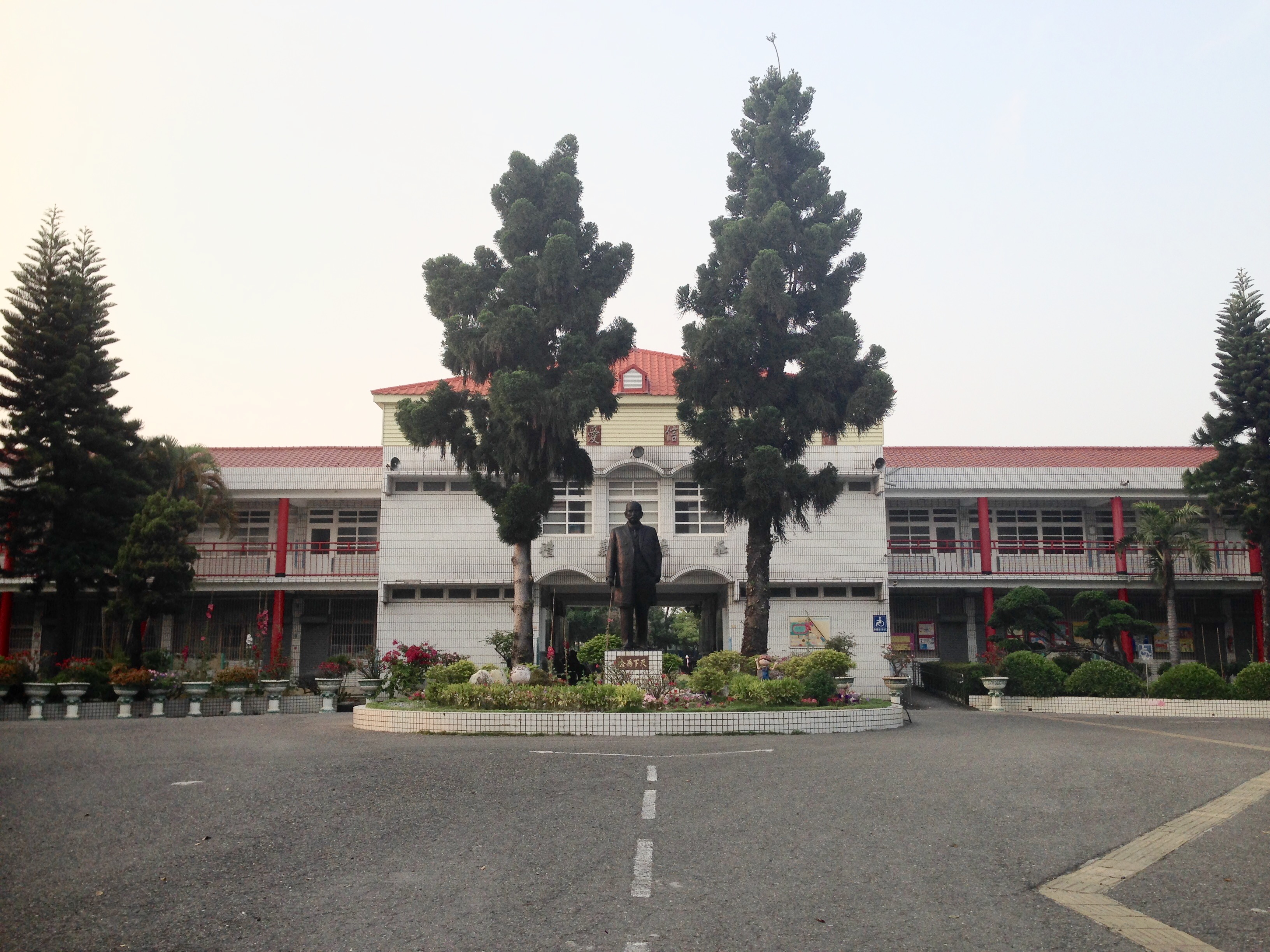
兆湘國小校園大樓

2015年，中華民國總統馬英九主持空軍公墓春祭典禮，為58年後再度有現任總統親到空軍公墓向烈士致祭。